# South Carthage
South Carthage est une municipalité américaine située dans le comté de Smith au Tennessee.
Selon le recensement de 2010, South Carthage compte 1 322 habitants. La municipalité s'étend sur 2,71 milles carrés (7,02 km2) dont 0,08 mille carré (0,21 km2) d'étendues d'eau.
South Carthage est située au sud du siège du comté Carthage, dont elle est séparée par la Cumberland. Elle devient une municipalité en 1963.